# Московијум
Московијум (Mc) супертешки је синтетички хемијски елемент, вероватно постпрелазни метал, са атомским бројем 115. Име је признато од IUPAC-а.
Московијум је први пут синтетисан 2003. године, када га је произвео заједнички тим америчких и руских научника при Удруженом институту за нуклеарна истраживања (JINR) у руском граду Дубна. У децембру 2015. заједничка комисија IUPAC/IUPAP је признала московијум као један од четири нова елемента. Званично је 28. новембра 2016. добио име по Московској области, где се налази и седиште JINR.
Московијум је екстремно радиоактиван елемент, а његов најстабилнији познати изотоп московијум-290 има време полураспада од само 0,8 секунди. У периодном систему налази се у p-блоку трансактиноидних елемената. Члан је 7. периоде и смештен је у 15. групу као најтежи пниктогени елемент, мада до данас није доказано да би се он могао понашати као тежи хомолог пниктогена бизмута. Прорачуни показују да би московијум могао имати неке особине сличне својим лакшим хомолозима: азоту, фосфору, арсену, антимону и бизмуту, те да би такође могао бити и постпрелазни метал, мада постоје и одређене претпоставке да би између московијума и његових лакших хомолога могло бити великих разлика. До данас (стање: март 2018) произведено је око 100 атома московијума, а сви они имају масене бројеве између 287 и 290.
Раније привремено име које му је доделио IUPAC било је унунпентијум. Такође је познат и као Мендељејев ека-бизмут или једноставно као елемент 115.

## Историја
Дана 2. фебруара 2004. године тим састављен од руских научника са Института за испитивање атома из Дубне и америчких научника из Лавренс Ливермор националне лабораторије објавио је да је успео да открије овај елемент. Како је објављено, они су бомбардовали изотоп америцијума-242 јонима калцијума-48 те добили четири атома московијума. Ти атоми су се распали путем емисије алфа-честица на нихонијум за око 100 милисекунди.
У аугусту 2013. тим истраживача на шведском универзитету Лунд објавили су да су поновили експеримент из 2004. и потврдили да су дошли до истог резултата као и научници у Дубни. Истраживачи при Друштву за истраживање тешких јона (Gesellschaft für Schwerionenforschung, GSI) у Дармштату, Немачка потврдили су још један успешан експеримент само две недеље касније, 10. септембра 2013. Након ових потврда открића елемента, IUPAC је у децембру 2016. овом елементу доделио име московијум

## Особине
За московијум се очекује да се налази у средишту претпостављеног „острва стабилности”, које се протеже од коперницијума (елемент 112) до флеровијума (елемент 114). Међутим, разлози постојања или непостојања овог „острва” још увек нису довољно разјашњени. Због очекиваних високих ограничења фисије, било које атомско језгро унутар овог „острва стабилности” искључиво би се распадало алфа распадом и, можда доста ређе, електронским захватом и бета распадом. Иако до данас познати изотопи московијума заправо немају довољно неутрона да би били на „острву стабилности”, они се могу посматрати као „приближавање острву”, јер генерално тежи изотопи су углавном дуже живући.
Хипотетични изотоп 291Mc је посебно занимљив случај јер он има само један неутрон више од најтежег познатог изотопа московијума 290Mc. Постоје претпоставке да би он могао бити синтетисан као „ћерка” изотоп тенесина 295Ts, а који би се даље могао добити реакцијом . Прорачуни показују да би се он могао распадати електронским захватом или емисијом позитрона, поред основног начина алфа распада, те да би такође могао имати релативно дуго време полураспада од неколико секунди. Овим би се могли добити изотопи 291, 291Nh и, коначно, 291 за које се очекује да би могли бити у средишту „острва стабилности”, са претпостављеним временом полураспада од око 1200 година, што би уједно било најреалнији ишод досега „острва” помоћу тренутно доступне технологије. Могући недостаци су попречни пресек производње у реакцији 295Ts, за који се очекује да би био изразито мали, а особине распада супертешких језгара овако близу границе бета стабилности већим делом су неистражене.
Друге могућности за синтезу неког језгра на „остраву стабилности” укључује квазифисију (делимичну фузију након које следи фисија) неког масивног језгра. Таква атомска језгра најчешће се распадају, потискујући двоструке магичне или приближно двоструке магичне фрагменте као што су изотопи калцијум-40, калај-132, олово-208 или бизмут-209. Недавно је откривено да би се реакције вишенуклеонског трансфера са колизијом (сударом) актиноидних језгара (као што су уранијум и киријум) могле користити за синтезу супертешких језгара богатих неутронима која се налазе на „острву стабилности”, иако је више вероватан настанак лакших елемената нобелијума или сиборгијума.
У периодном систему елемената, московијум је члан 15. групе, такозваних пниктогена, испод азота, фосфора, арсена, антимона и бизмута. Сваки претходни пниктоген садржи пет електрона у својој валентној љусци, формирајући конфигурацију валентних електрона . У случају московијума, тај тренд би се требао наставити, а предвиђа се да би његова конфигурација валентних електрона гласила ; стога би се он могао у многим физичких и хемијским аспектима могао понашати доста слично својим лакшим конгенерима. Међутим, могуће је такође и да се јаве значајне разлике између њих, а чији узроци би били спин-орбитална интеракција, односно међусобна интеракција између кретања и спина електрона. Таква интеракција је нарочито изражена и снажна код супертешких елемената, јер се њихови електрони крећу знатно брже од електрона у лакшим атомима, при брзинама које се могу поредити брзином светлости. У вези са атомима московијума, та појава би снизила енергетске нивое 7s и 7p електрона (стабилизујући одговарајуће електроне), али би два енергетска нивоа 7p електрона била више стабилизирана од друга четири нивоа. Стабилизација 7s електрона назива се ефекат инертног пара, који се огледа у томе што „трза” 7s подљуску у делове међу којима има неких који су више а неких који су мање стабилизовани, што се назива дељење подљуски. Хемичари који се баве рачунарском хемијом сматрају да је такво дељење промена другог азимуталног квантног броја l са 1 на 1/2 те 3/2 за више или мање стабилизоване делове подљуске 7s. За већину теоретских разматрања, конфигурација валентних електрона може се изразити тако да рефлектује поделу 7p подљуске на следећи начин: 7s2
2
1/21
3/2. Ови ефекти су узрок да је хемија московијума донекле другачија од хемије његових лакших конгенера.